# Old Orchard Beach
Old Orchard Beach es un pueblo ubicado en el condado de York en el estado estadounidense de Maine. En el Censo de 2010 tenía una población de 8.624 habitantes y una densidad poblacional de 147,76 personas por km².

## Geografía
Old Orchard Beach se encuentra ubicado en las coordenadas 43°32′7″N 70°21′13″O / 43.53528, -70.35361. Según la Oficina del Censo de los Estados Unidos, Old Orchard Beach tiene una superficie total de 58.37 km², de la cual 19.25 km² corresponden a tierra firme y (67.01%) 39.11 km² es agua.

## Demografía
Según el censo de 2010, había 8.624 personas residiendo en Old Orchard Beach. La densidad de población era de 147,76 hab./km². De los 8.624 habitantes, Old Orchard Beach estaba compuesto por el 96.24% blancos, el 0.83% eran afroamericanos, el 0.43% eran amerindios, el 0.93% eran asiáticos, el 0.01% eran isleños del Pacífico, el 0.29% eran de otras razas y el 1.26% pertenecían a dos o más razas. Del total de la población el 1.7% eran hispanos o latinos de cualquier raza.